# Standard Industries
Standard Industries er en amerikansk producent af tag og tagsystemer med hovedkvarter i New York City. Standard er holdingselskab for en række industriselskaber indenfor tag, solceller, fast ejendom og investering. De har over 20.000 ansatte på verdensplan.
Standard's datterselskaber inkluderer: GAF, GAF Energy, W. R. Grace and Company, BMI Group, Siplast, Schiedel, Speciality Granules (SGI), Standard Investments og Winter Properties.
Standard Paint Company blev etableret i 1886.